# التهاب الجراب أمام الرضفة
التهاب الجراب أمام الرضفة هو التهاب في جراب أمام رضفي في مقدمة الركبة. يتميز بتورم في الركبة، والذي يمكن أن يكون مؤلمًا عند اللمس والذي بشكل عام لا يقيد نطاق حركة الركبة. يمكن أن يكون مؤلمًا للغاية ومسببًا للإعاقة طالما استمرت الحالة الأساسية.
يحدث التهاب الجراب أمام الرضفة في الغالب بسبب إصابة في الركبة، إما بسبب حالة مرض حاد أو عن طريق المرض المزمن بمرور الوقت. وعلى هذا النحو، تحدث الحالة بشكل شائع بين الأفراد الذين تتطلب مهنتهم الركوع المتكرر.
يمكن عادة إجراء التشخيص النهائي بمجرد الحصول على التاريخ السريري والفحص البدني، على الرغم من أن تحديد ما إذا كان الالتهاب إنتاني أم لا ليس بالأمر السهل. يعتمد العلاج على شدة الأعراض، مع الحالات الخفيفة التي قد تتطلب الراحة فقط واستخدام الثلج الموضعي. تشمل الخيارات مع الإنتان الشديد المضادات الحيوية عن طريق الوريد، والري الجراحي للجراب، واستئصال الكيس.

## العلامات والأعراض

المقطع الجانبي للركبة

يتمثل العرض الأساسي لالتهاب الجراب أمام الرضفة في تورم المنطقة حول الرضفة. بشكل عام لا ينتج عنه قدر كبير من الألم ما لم يتم الضغط مباشرة. قد تكون المنطقة حمراء ( حمامى )، أو دافئة عند اللمس، أو محاطة بالتهاب النسيج الخلوي، خاصة إذا كانت العدوى موجودة، وغالبًا ما تكون مصحوبة بالحمى. :p. 608
على عكس التهاب المفاصل، إلا في الحالات الشديدة، لا يؤثر التهاب الجراب أمام الرضفة بشكل عام على نطاق حركة الركبة، على الرغم من أنه قد يسبب بعض الانزعاج في الانثناء الكامل للمفصل. :p. 360 قد يكون ثني الركبة وبسطها مصحوبًا بقرقعة، أو صرير مسموع للعظام، أو الأربطة، أو الجزيئات داخل السائل الزليلي الزائد. :p. 20

## الأسباب
في علم التشريح البشري، الجراب عبارة عن كيس صغير مملوء بالسائل الزليلي. الغرض منه هو تقليل الاحتكاك بين الهياكل المجاورة. جراب أمام الرضفة هو واحد من عدة جرابات في مفصل الركبة، ويقع بين الرضفة والجلد. التهاب الجراب أمام الرضفة هو التهاب يصيب هذا الجراب. تلتهب الجراب بسهولة عندما تتهيج، لأن جدرانها رقيقة جدًا. :p. 22 جنبا إلى جنب مع pes anserine bursa، فإن الجراب أمام الرضفة هو واحد من أكثر الجراب شيوعًا يسبب آلام الركبة عند الالتهاب.
يحدث التهاب الجراب أمام الرضفة إما عن طريق إصابة حادة للركبة، أو إصابة طفيفة متكررة في الركبة. يمكن أن تتسبب الإصابة في تسرب السوائل القريبة إلى الجراب، مما يحفز الاستجابة الالتهابية. تحدث هذه الاستجابة على مرحلتين: مرحلة الأوعية الدموية، حيث يزداد تدفق الدم إلى المنطقة المحيطة، والمرحلة الخلوية، حيث تهاجر الكريات الدم البيضاء من الدم إلى المنطقة المصابة. :p. 22 تشمل الأسباب المحتملة الأخرى النقرس والساركويد ومتلازمة كريست، :p. 359 السكري، وتعاطي الكحول، والتبول في الدم، ومرض الانسداد الرئوي المزمن. :p. 22 بعض الحالات مجهولة السبب، على الرغم من أنها قد تكون ناجمة عن صدمة لا يتذكرها المريض. :pp. 607–8
الجراب الأولي والجراب الزُجري هما الجرابان الأكثر عرضة للإصابة بالعدوى أو الإنتانية. يحدث التهاب الجراب الإنتاني عادةً عندما تتسبب رضوض الركبة في حدوث تآكل، على الرغم من أنه من الممكن أيضًا أن تكون العدوى ناجمة عن انتقال البكتيريا عبر الدم من موقع عدوى موجود مسبقًا.
في حوالي 80% من حالات الإنتان، تحدث العدوى بسبب المكورات العنقودية الذهبية. الالتهابات الشائعة الأخرى هي عقدية و متفطرة و بروسيلا. :p. 359 من غير المعتاد أن يحدث التهاب الجراب الإنتاني بسبب الكائنات اللاهوائية أو الفطريات أو البكتيريا سالبة الجرام. :p. 608 في حالات نادرة جدًا، يمكن أن يكون سبب العدوى مرض السل.

## التشخيص
هناك عدة أنواع من الالتهابات التي يمكن أن تسبب آلامًا في الركبة، بما في ذلك الالتواء والتهاب الجراب وإصابات الغضروف المفصلي. يمكن تشخيص التهاب الجراب أمام الرضفة بناءً على الفحص البدني ووجود عوامل الخطر في التاريخ الطبي للشخص ؛ التورم في مقدمة الركبة ،والمهنة التي تتطلب الركوع المتكرر، تشير إلى التهاب كيسي ما قبل الرضفة. قد يشير تورم مفاصل متعددة مع نطاق محدود من الحركة إلى التهاب المفاصل بدلاً من ذلك. :p. 608
لا يكفي الفحص البدني والتاريخ الطبي بشكل عام للتمييز بين الالتهاب الكيسي المعدي وغير المعدي ؛ طموح وغالبا ما يطلب من السائل جرابي لهذا، جنبا إلى جنب مع زراعة الخلايا وغرام وصمة عار السائل يستنشق. :p. 360 يمكن تشخيص التهاب الجراب قبل الطفيلي إذا وجد أن السائل يحتوي على عدد العدلات أعلى من 1500 لكل ميكروليتر، :p. 608 عتبة أقل بكثير من عتبة التهاب المفاصل الإنتاني (50000 خلية لكل ميكروليتر). :p. 360 يمكن تأكيد الإصابة بالسل باستخدام صورة شعاعية للركبة وتحليل للبول.

## الوقاية
من الممكن منع ظهور التهاب الجراب أمام الرضفة، أو منع تفاقم الأعراض، عن طريق تجنب صدمة الركبة أو الركوع المتكرر. :p. 610 يمكن أن تساعد وسادات الركبة الواقية أيضًا في الوقاية من التهاب الجراب أمام الرضفة لمن تتطلب مهنتهم الركوع المتكرر وللرياضيين الذين يمارسون الرياضات التي تتطلب الاحتكاك الجسدي، مثل كرة القدم الأمريكية وكرة السلة والمصارعة.

## العلاج
يمكن علاج التهاب الجراب غير الإنتاني أمام الرضفة بالراحة، ووضع الثلج على المنطقة المصابة، والأدوية المضادة للالتهابات، وخاصة الإيبوبروفين. قد يؤدي رفع الساق المصابة أثناء الراحة إلى تسريع عملية الاسترداد. قد تتطلب الحالات الشديدة شفطًا بإبرة رفيعة لسائل الجراب، مقترنًا أحيانًا بحقن الكورتيزون. ومع ذلك، فقد أظهرت بعض الدراسات أن حقن الستيرويد قد لا تكون خيارًا فعالًا للعلاج. بعد علاج التهاب الجراب، قد تساعد التمارين التأهيلية في تحسين ميكانيكا المفاصل وتقليل الألم المزمن. :p. 2320
تختلف الآراء حول خيارات العلاج الأكثر فعالية في التهاب الجراب الإنتاني أمام الرضفة. :p. 360 يوصي مكافي وسميث بدورة علاجية من المضادات الحيوية عن طريق الفم، وعادة ما تكون أوكساسيللين الصوديوم أو سيفرادين، ويؤكدان أن الجراحة والتصريف غير ضروريين. :p. 609 يجادل ويلسون-ماكدونالد بأن المضادات الحيوية عن طريق الفم «غير كافية»، ويوصي باستخدام المضادات الحيوية عن طريق الوريد للتحكم في العدوى. يقترح بعض المؤلفين الري الجراحي للجراب عن طريق أنبوب تحت الجلد. :p. 360 يقترح آخرون أن استئصال الجراب قد يكون ضروريًا للحالات المستعصية ؛ العملية هي إجراء خارجي يمكن إجراؤه في أقل من نصف ساعة. :p. 357